# 한혜연 (만화가)
한혜연(1969년 3월 3일 ~ )은 대한민국의 만화가이다. 1993년 단편 〈마네킹〉으로 데뷔했으며 이화여자대학교에서 생물학을, 대학원에서 디자인을 전공했다.

## 출판도서와 장편 목록
| 작품명                                | 연재                                                                  | 단행본                                                 | 특징 |
| ------------------------------------- | --------------------------------------------------------------------- | ------------------------------------------------------ | --- |
| 《체리맛 캔디》                       |                                                                       | 1998년 대원 단펴집                                     | 수록 단편: 〈체리맛 캔디〉, 〈유령교실 1996 - No. 1. Captain! Oh, My Captain!〉, 〈유령교실 1996 - No. 2. 맛있게 먹어줘〉, 〈행운의 삐삐〉, 〈365일만의 크리스마스〉, 〈Santa Claus's coming to town〉, 〈2004년 시메이드〉, 〈마네킨〉, 〈야채집 로미오와 푸줏간집 줄리엣〉 |
| 《M. 노엘》                           | 《화이트》 2001년                                                     | 2000년 대원씨아이 1 ~ 3권                              | |
| 《아름다운 마지막 존재》              | 《나인》 2000년 6월호 ~ 9월호                                         | 2000년 서울문화사 1권                                  | |
| 《후르츠 칵테일》                     | 《》 호(년 월 일) ~ 호(년 월 일)                                      | 2000년 서울문화사 단편집                               | |
| 《금지된 사랑》                       | 《》 호(년 월 일) ~ 호(년 월 일)                                      | 2000년 서울문화사 1 ~ 2권                              | |
| 《공포 단편 콜렉션》                  |                                                                       | 2000년 서울문화사 엔솔로지                             | 한혜연 〈One Summer Night〉 수록 엔솔로지 참여작가: 김미영, 한혜연, BAN, 강이다, 박수진, 황숙지, 이종은, 김이수, 정상희, 장윤희, 김정은 |
| 《그녀들의 크리스마스》               |                                                                       | 2002년 서울문화사 단편집 2011년 12월 거북이북스 단편집 | 수록 단편: 〈그녀들의 크리스마스〉, 〈크리스마스 선물〉, 〈크리스마스 사막〉, 〈가짜 크리스마스〉, 〈크리스마스에 말하라〉 |
| 《어느 특별했던 하루》                |                                                                       | 2003년 시공사 단편집                                   | 수록 단편: 〈어느 특별했던 하루〉, 〈One Summer Night〉, 〈1과 49〉, 〈여름방학〉 |
| 《자오선을 지나다》                   | 《오후》 2호(년 월 일) ~ 7호(년 월 일)                                | 2004년 시공사 단편집                                   | 수록 단편: 〈자오선을 지나다〉, 〈개 같은 날의 오후〉, 〈말이 살찌는 오후〉, 〈시안의 오후〉 |
| 《애총》                              | 《팝툰》 2008년 7월 1일 33호 ~ 년 월 일 호                            | 2009년 씨네21북스 전4권                                | 서울애니메이션센터 2008 해외수출 기획만화 제작지원작 |
| 《기묘한 생물학》(MYSTERIOUS BIOLOGY) |                                                                       | 2010년 11월 거북이북스 단편집                          | 수록 단편: 〈한성유전〉, 〈개체발생은 계통발생을 되풀이한다〉, 〈먹이연쇄〉, 〈동기감응〉, 〈오페론의 유전자〉, 〈완전변태〉, 〈Butterflies〉 2011년 오늘의 우리만화상 수상                                                                                                  |
| 《혜성 같은 소년》                    | 네이버 웹툰 2010년 12월 22일 ~ 2011년 4월 6일                         |                                                        | 1962년 조항리 화백 원작 만화 리메이크. 한국만화영상진흥원 선정작. |
| 《어른들의 크리스마스》               |                                                                       | 2011년 12월 거북이북스 단편집                          | 수록 단편: 〈Christmas All Night〉, 〈바람 부는 크리스마스〉, 〈Christmas of OZ〉, 〈불공평한 크리스마스〉, 〈안개 낀 크리스마스〉, 〈하마의 크리스마스〉 |
| 《빵 굽는 고양이》                    | 다음 만화속세상 매주 목요일, 2010년 8월 19일 ~ 2010년 11월 8일 전12화 | 2014년 3월 애니북스 단권                               | 한국만화영상진흥원 온라인만화콘텐츠 기획개발사업 선정작 |

초판 발행일을 기준으로 작품을 나열한다. 단, 초판 발행일을 알 수 없는 것은 재판 발행일을 따른다.

## 단편
| 작품명                                              | 연재                                       | 단행본                                                      | 특징                    |
| --------------------------------------------------- | ------------------------------------------ | ----------------------------------------------------------- | ----------------------- |
| 〈마네킹〉                                          | 《》 년 호                                 | 단편집 《체리맛 캔디》                                      | 데뷔작                  |
| 〈유령교실 1996 - No. 1. Captain! Oh, My Captain!〉 | 《》 년 호                                 | 단편집 《체리맛 캔디》                                      |                         |
| 〈유령교실 1996 - No. 2. 맛있게 먹어줘〉            | 《》 년 호                                 | 단편집 《체리맛 캔디》                                      |                         |
| 〈행운의 삐삐〉                                     | 《》 년 호                                 | 단편집 《체리맛 캔디》                                      |                         |
| 〈365일만의 크리스마스〉                            | 《》 년 호                                 | 단편집 《체리맛 캔디》                                      |                         |
| 〈Santa Claus's coming to town〉                    | 《》 년 호                                 | 단편집 《체리맛 캔디》                                      |                         |
| 〈2004년 시메이드〉                                 | 《》 년 호                                 | 단편집 《체리맛 캔디》                                      |                         |
| 〈야채집 로미오와 푸줏간집 줄리엣〉                 | 《》 년 호                                 | 단편집 《체리맛 캔디》                                      |                         |
| 〈그녀들의 크리스마스〉                             | 《》 년 호                                 | 단편집 《그녀들의 크리스마스》                              |                         |
| 〈크리스마스 선물〉                                 | 《》 년 호                                 | 단편집 《그녀들의 크리스마스》                              |                         |
| 〈크리스마스 사막〉                                 | 《》 년 호                                 | 단편집 《그녀들의 크리스마스》                              |                         |
| 〈가짜 크리스마스〉                                 | 《》 년 호                                 | 단편집 《그녀들의 크리스마스》                              |                         |
| 〈크리스마스에 말하라〉                             | 《》 년 호                                 | 단편집 《그녀들의 크리스마스》                              |                         |
| 〈어느 특별했던 하루〉                              | 《》 년 호                                 | 단편집 《어느 특별했던 하루》                               |                         |
| 〈One Summer Night〉                                | 《윙크》 년 호                             | 엔솔로지 《공포 단편 콜렉션》 단편집 《어느 특별했던 하루》 |                         |
| 〈1과 49〉                                          | 《》 년 호                                 | 단편집 《어느 특별했던 하루》                               |                         |
| 〈여름방학〉                                        | 《》 년 호                                 | 단편집 《어느 특별했던 하루》                               |                         |
| 〈자오선을 지나다〉                                 | 《오후》 년 호                             | 단편집 《자오선을 지나다》                                  |                         |
| 〈개 같은 날의 오후〉                               | 《오후》 년 호                             | 단편집 《자오선을 지나다》                                  |                         |
| 〈말이 살찌는 오후〉                                | 《오후》 년 호                             | 단편집 《자오선을 지나다》                                  |                         |
| 〈시안의 오후〉                                     | 《오후》 년 호                             | 단편집 《자오선을 지나다》                                  |                         |
| 〈한성유전〉                                        | 《》 년 호                                 | 단편집 《기묘한 생물학》                                    |                         |
| 〈개체발생은 계통발생을 되풀이한다〉                | 《》 년 호                                 | 단편집 《기묘한 생물학》                                    |                         |
| 〈먹이연쇄〉                                        | 《》 년 호                                 | 단편집 《기묘한 생물학》                                    |                         |
| 〈동기감응〉                                        | 《》 년 호                                 | 단편집 《기묘한 생물학》                                    |                         |
| 〈오페론의 유전자〉                                 | 《》 년 호                                 | 단편집 《기묘한 생물학》                                    |                         |
| 〈완전변태〉                                        | 《》 년 호                                 | 단편집 《기묘한 생물학》                                    |                         |
| 〈Butterflies〉                                     | 《》 년 호                                 | 단편집 《기묘한 생물학》                                    |                         |
| 〈Christmas All Night〉                             | 디지털 순정만화 잡지 《민트》(mint) 2010년 | 단편집 《어른들의 크리스마스》                              |                         |
| 〈바람 부는 크리스마스〉                            | 《허브》 2004년 호                         | 단편집 《어른들의 크리스마스》                              |                         |
| 〈Christmas of OZ〉                                 | 코믹 무크 《유혹》 2009년                  | 단편집 《어른들의 크리스마스》                              | 원제: 〈도로시의 제안〉 |
| 〈불공평한 크리스마스〉                             | 《허브》 년 호                             | 단편집 《어른들의 크리스마스》                              |                         |
| 〈안개 낀 크리스마스〉                              | 《팝툰》 2009년 호                         | 단편집 《어른들의 크리스마스》                              |                         |
| 〈하마의 크리스마스〉                               | 《오후》 2003년 호                         | 단편집 《어른들의 크리스마스》                              |                         |

초판 발행일을 기준으로 작품을 나열한다. 단, 초판 발행일을 알 수 없는 것은 재판 발행일을 따른다.

## 수상
- 2011년 오늘의 우리만화상 《기묘한 생물학》